# 墨子号
墨子号（ぼくしごう）は中国科学技術大学の研究チームが主導し、ウィーン大学とオーストリア科学アカデミー等との協力によって開発された、世界初の量子科学実験衛星（英: Quantum Experiments at Space Scale, 略称QUESS）。この衛星は、地球上の2つの地点間での量子状態の遠隔転送を初めて成功させたことで知られていた。名称の「墨子号」は、古代中国の哲学者墨子にちなんで名付けられた。
2016年8月16日に酒泉衛星発射センターから長征2号ロケットによって打ち上げられた。このミッションは、量子暗号と量子テレポーテーション技術の開発を可能にするため、長距離での量子光学実験を促進すること。総費用は約1億米ドル。